# مونته روزا
مونته روزا (فرانسوی: Mont Rose‎) یک توده‌کوه در بخش شرقی رشته‌کوه آلپ پنین است. این کوه میان کانتون وله در کشور سوئیس و پیمونت و واله دائوستا در کشور ایتالیا قرار دارد. مونته روزا دومین کوه بلند آلپ و غرب اروپاست.